# Gerenzago
Gerenzago är en ort och kommun i provinsen Pavia i regionen Lombardiet i Italien. Kommunen hade 1 416 invånare (2018).